# خاجان چهاردانگ
خاجان چهاردانگ، روستایی است از توابع بخش مرکزی شهرستان رشت در استان گیلان ایران.

## جمعیت
این روستا در دهستان حومه قرار دارد و براساس سرشماری مرکز آمار ایران در سال ۱۳۸۵، جمعیت آن ۵۵۳ نفر (۱۴۳خانوار) بوده‌است.